# Lukácsy Sándor (kormánybiztos)
Hutirai Lukácsy Sándor (Tápiósáp (Pest megye), 1815. január 20. – Budapest, 1880. december 14.) kertész, lapszerkesztő és kormánybiztos.

## Élete
Eredetileg ügyvédségre készült; később az ügyvédséggel teljesen felhagyva egészen a kertészetre, gyümölcstermesztésre s az ezen szakba vágó irodalomra adta magát. Már 1848 előtt csemeteeladásra rendezett faiskolája volt Újpest mellett, Káposztásmegyeren. 1848–1849-ben honvédhadbiztos volt. A szabadságharc után több rendbeli kísérletet tett egy kertészeti egylet alakítására, közben Rákospalotán anya-gyümölcskertet és faiskolát alapított. Legsikerültebb alkotása volt a Magyar Kertészeti Társulat, a melyet Prónay Gábor báró elnöksége alatt alakított 1858-ban és ennek titkára volt. Több jól sikerült kiállítást rendezett a Nemzeti Múzeum helyiségében. A társulat azonban öt év múlva megszűnt. A hatvanas évek utoljától kezdve, előbb csak időközi megbízás, utóbb állandó alkalmazás mellett, a községi faiskolák alakításának sürgetésével és felügyeletével megbízott kormánybiztos volt, a vallás- és közoktatási, azután a földmívelési minisztériumtól közösen kapván dotációját. Utolsó betegségét is szakutazásban szerezte. Pár hónappal halála előtt Erdélyben Désen fáradozott egy gyümölcstermesztési és kertészeti társulás alakításán. Ezen útján kapott tüdőszélütést.
Cikkei, melyeket saját lapjaiba írt, több százra tehetők és részben felsorolva Szinnyei Repertórium-ában (III. Természettudomány); írt még a Falusi Gazdá-ba (1857-től), a Gazdasági Lapok-ba (1859-től), a Néptanítók Lapjá-ba (1872. 1875, 1877, 1879.) sat.

## Munkái
- A magyar nők házi könyvtára. Pest, 1854. Három füzet.
- Selyem és eperfa tenyésztés. Uo. 1857.
- Gyümölcsfaiskolák Lucas Ede Utmutatása nyomán, hazai viszonyainkra átdolgozva, különösen a községi faiskolák vezérkönyveül. Számos felvilágosító fametszettel. Uo. 1859. (Kerti Gazdaság Könyvtára II.)
- A nemzet gazdaasszonyai egyesületének alakulásáról és eddigi működéséről jelentése. Uo. 1861.
- A szőlő kerti mívelése rajzokkal. Hazai viszonyokra átdolgozta. Uo. 1863. (kerti Gazdaság Könyvtára III.)
- Méltóságos várbogyai Bogyay Lajos cs. kir. kamarás úr badacsonyi szőlőgyüjteményének lajstroma ... Uo. 1863.
- A kertészet Évkönyve. 1863. Kert-Naptár és útmutató a gyümölcsösök, szőllők, konyha- és virágkertek, az üvegházak és melegágyak egész éven keresztüli kezelésénél és a kertészeti ipar előmozdítására nélkülözhetetlen tájékozással ... Uo. 1863.
- A magyar alföld befásítása. Gyakorlati útmutatás hazánkban tenyésző fák és bokrok nevelésére, kiültetésére, tenyésztésére, hasznosítására és a kártételek elleni megvédésére. Uo. 1864.
- Emlékirat a magyar gyakorlati kertipar-egyesületnek a honatyák tiszteletére Pesten 1865. Karácsony-ünnepek alatt rendezett kiállításából. Uo. 1866.
- Gazdasági kiskáté. Tankönyv a népiskolák használatára I. rész. A gazdasági ipar elemi ismertetése. Uo. 1869. (Két kiadás.)
- Kertészeti első jelentése. Uo. 1870.
- A fatenyésztés, olvasókönyv a népiskolák használatára, útmutatóul a gyümölcsfák és gyümölcsöző bokrok, dísz- és gazdasági fák szaporítására, tenyésztésére, ápolására és hasznosítására. Kiadja a földmívelés-, ipar- és kereskedelmi magyar királyi miniszterium. Ugyanott, 1871.
- Kertészet, gyümölcs- és fatenyésztés. Vándortanári jelentés. Rákos-Palota, 1870. (Nyom. Váczon, négy közlés.)
- Nyilvános jelentés a községi faiskolák állapotáról. Kézirat helyett. Bpest, 1875.

Szerkesztette Budapesten a Humoristikai gazdasági házi naptárt a magyar ők számára 1854-re; a Belgazdasági Kis Közlönyt 1857. januártól szeptemberig; a Kerti Gazdaság cz. szaklapot 1857. október 3-tól 1862. márczius 16-ig és ennek folytatását. A Nép Kertészét 1864. májustól 1879 végéig; a Kertészetünket 1863. január 3-tól márczius 12-ig; a magyar kertészeti társulat Évkönyvét 1858-ban; a Kerti Gazdaság Könyvtárát 1858-ban, összesen öt kötetet, és a Gazdasági Utasításokat 1868-ban, a Néptanítók Lapjának mellékletét.